# Bourrouillan
Bourrouillan är en kommun i departementet Gers i regionen Occitanien i sydvästra Frankrike. Kommunen ligger i kantonen Nogaro som tillhör arrondissementet Condom. År 2022 hade Bourrouillan 167 invånare.

## Befolkningsutveckling
Antalet invånare i kommunen Bourrouillan
Referens:INSEE